# Vieux-Ruffec
Vieux-Ruffec est une commune du Sud-Ouest de la France, située dans le département de la Charente (région Nouvelle-Aquitaine).
Ses habitants sont les Vieux-Ruffécois et les Vieux-Ruffécoises.

## Géographie

### Localisation et accès
Vieux-Ruffec est une commune du Nord-Charente située à 3 km au nord-ouest de Champagne-Mouton et 44 km au nord d'Angoulême.
Malgré son nom, Vieux-Ruffec est situé à 15 km à l'est de Ruffec. Toutefois, la commune fait partie du canton de Ruffec où elle est à l'extrémité orientale.
Le bourg de Vieux-Ruffec est aussi à 14 km au nord de Saint-Claud, et 22 km à l'ouest de Confolens, sa sous-préfecture, et 64 km au sud de Poitiers.
À l'écart des grandes voies de circulation, la commune est traversée par la D 176 qui la relie à Champagne au sud (pour les directions de Confolens et Angoulême), et la D 177 en direction de Civray au nord et de Ruffec par Nanteuil-en-Vallée vers l'ouest.

### Hameaux et lieux-dits
Le bourg se réduit à la mairie et l'église un peu à l'écart. On trouve quelques hameaux : la Loge, les Touches au nord, Fontbaillant et Peument au sud, ainsi que de nombreuses fermes.

### Communes limitrophes
|                    | Le Bouchage  | Benest           |
|                    | Vieux-Ruffec |                  |
| Nanteuil-en-Vallée |              | Champagne-Mouton |

### Géologie et relief
Géologiquement, la commune occupe un sol calcaire du Jurassique du Bassin aquitain, recouvert de dépôts détritiques argilo-siliceux du Tertiaire en provenance du Massif central,,.
Le relief de la commune est celui d'un plateau assez ondulé et boisé, d'une altitude moyenne de 170 m. Le point culminant de la commune est à une altitude de 216 m, situé dans le bois des Souchauds à l'ouest (borne IGN, réservoir et pylône de transmission radio). Le point le plus bas est à 120 m, situé sur la limite sud au bord de l'Or. Le bourg est à 145 m d'altitude.

### Hydrographie

#### Réseau hydrographique

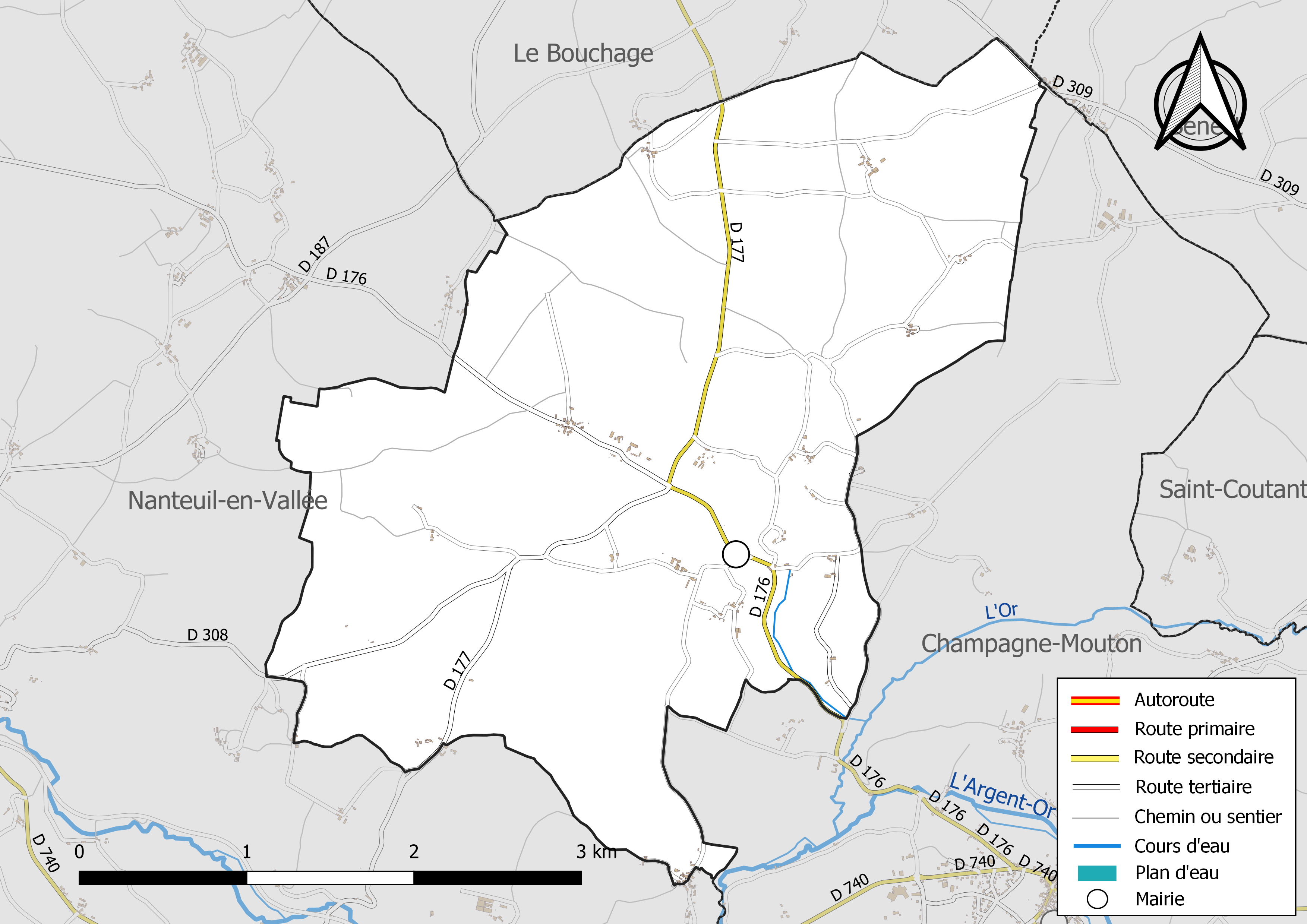
Réseaux hydrographique et routier de Vieux-Ruffec.

La commune est située dans le bassin versant de la Charente au sein du Bassin Adour-Garonne. Elle est drainée par des petits cours d'eau, qui constituent un réseau hydrographique de 1 km de longueur totale,.
L'Or, affluent de l'Argent pour donner l'Argentor, affluent de la Charente en rive gauche, passe au sud de la commune.
Un petit ruisseau naît au pied du bourg près de l'église, coule vers le sud où il se jette dans l'Or après un parcours de 0,7 km.
La nature karstique du sol fait qu'aucun autre cours d'eau ne traverse la commune, mais on trouve de nombreux puits. Une source captée près du bourg alimente le réservoir communal.

#### Gestion des eaux
Le territoire communal est couvert par le schéma d'aménagement et de gestion des eaux (SAGE) « Charente ». Ce document de planification, dont le territoire correspond au bassin de la Charente, d'une superficie de 9 300 km2, a été approuvé le 19 novembre 2019. La structure porteuse de l'élaboration et de la mise en œuvre est l'établissement public territorial de bassin Charente. Il définit sur son territoire les objectifs généraux d’utilisation, de mise en valeur et de protection quantitative et qualitative des ressources en eau superficielle et souterraine, en respect des objectifs de qualité définis dans le troisième SDAGE  du Bassin Adour-Garonne qui couvre la période 2022-2027, approuvé le 10 mars 2022.

### Climat
Comme dans les trois quarts sud et ouest du département, le climat est océanique aquitain, légèrement dégradé au nord du département.

## Urbanisme

### Typologie
Au 1er janvier 2024, Vieux-Ruffec est catégorisée commune rurale à habitat très dispersé, selon la nouvelle grille communale de densité à 7 niveaux définie par l'Insee en 2022.
Elle est située hors unité urbaine et hors attraction des villes,.

### Occupation des sols
L'occupation des sols de la commune, telle qu'elle ressort de la base de données européenne d’occupation biophysique des sols Corine Land Cover (CLC), est marquée par l'importance des territoires agricoles (65,2 % en 2018), une proportion identique à celle de 1990 (65,2 %). La répartition détaillée en 2018 est la suivante : 
terres arables (46,9 %), forêts (34,8 %), prairies (11,9 %), zones agricoles hétérogènes (6,4 %). L'évolution de l’occupation des sols de la commune et de ses infrastructures peut être observée sur les différentes représentations cartographiques du territoire : la carte de Cassini (XVIIIe siècle), la carte d'état-major (1820-1866) et les cartes ou photos aériennes de l'IGN pour la période actuelle (1950 à aujourd'hui).

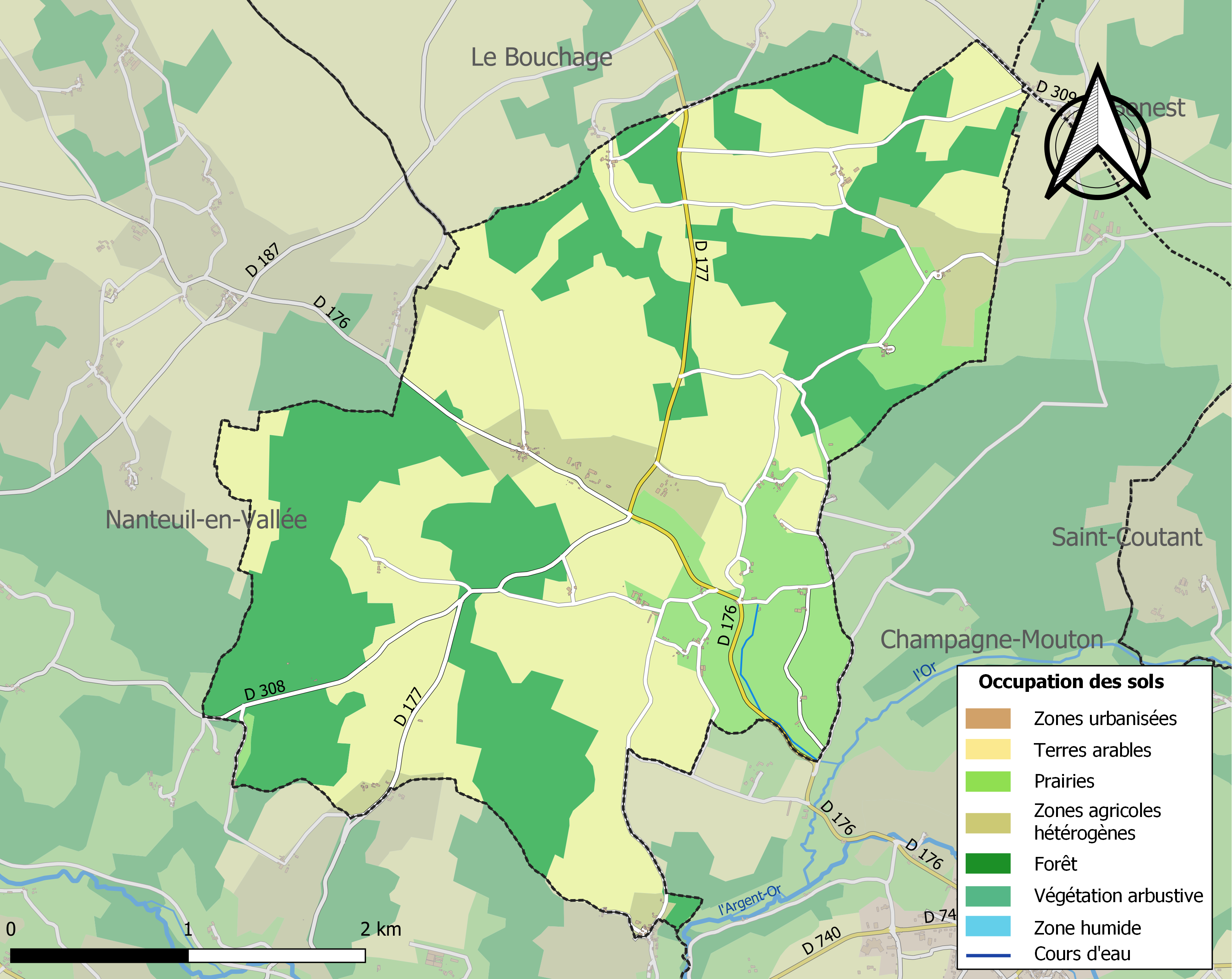
Carte des infrastructures et de l'occupation des sols de la commune en 2018 (CLC).

### Risques majeurs
Le territoire de la commune de Vieux-Ruffec est vulnérable à différents aléas naturels : météorologiques (tempête, orage, neige, grand froid, canicule ou sécheresse) et séisme (sismicité faible). Un site publié par le BRGM permet d'évaluer simplement et rapidement les risques d'un bien localisé soit par son adresse soit par le numéro de sa parcelle.

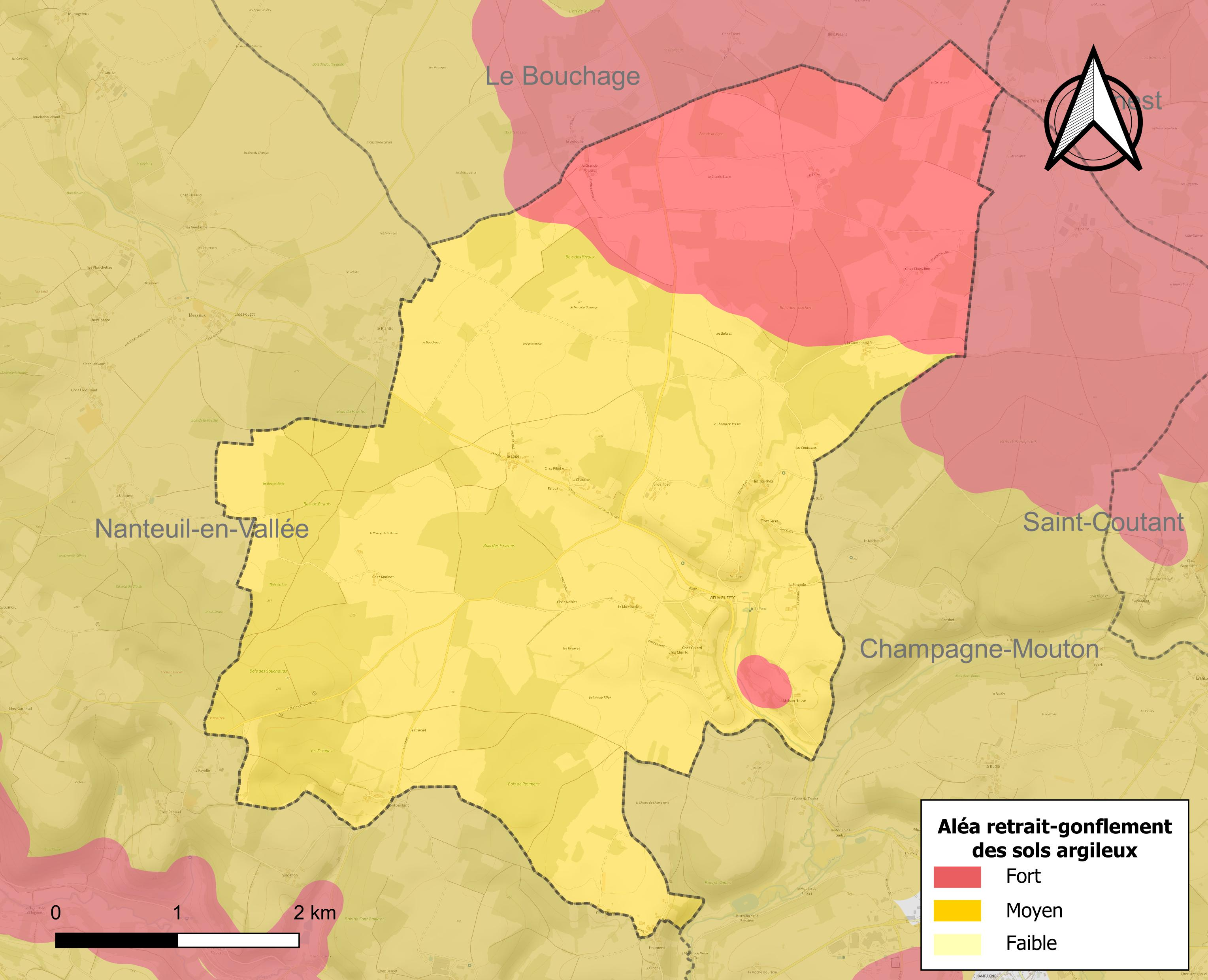
Carte des zones d'aléa retrait-gonflement des sols argileux de Vieux-Ruffec.

Le retrait-gonflement des sols argileux est susceptible d'engendrer des dommages importants aux bâtiments en cas d’alternance de périodes de sécheresse et de pluie. La totalité de la commune est en aléa moyen ou fort (67,4 % au niveau départemental et 48,5 % au niveau national). Sur les 83 bâtiments dénombrés sur la commune en 2019,  83 sont en aléa moyen ou fort, soit 100 %, à comparer aux 81 % au niveau départemental et 54 % au niveau national. Une cartographie de l'exposition du territoire national au retrait gonflement des sols argileux est disponible sur le site du BRGM,.
Par ailleurs, afin de mieux appréhender le risque d’affaissement de terrain, l'inventaire national des cavités souterraines permet de localiser celles situées sur la commune.
La commune a été reconnue en état de catastrophe naturelle au titre des dommages causés par les inondations et coulées de boue survenues en 1982, 1983 et 1999. Concernant les mouvements de terrains, la commune a été reconnue en état de catastrophe naturelle au titre des dommages causés par des mouvements de terrain en 1999.

## Toponymie
Le nom de Vieux-Ruffec est attesté sous une forme médiévale latinisée mais non datée précisément : Veteri Ruffiaco.
Il a pour origine le latin vetulus (ou vetus), « vieux », associé au nom d'une localité voisine, en l'occurrence Ruffec.

## Histoire
Au Moyen Âge, l'église de Vieux-Ruffec était le siège d'un prieuré dépendant de l'abbaye de Nanteuil.
Le logis de la Simonnie, qui s'élève au sommet du coteau dominant l'église, a appartenu à la famille Fouquet.
Les seigneurs de La Martinière (ou Martinerie) sont attestés depuis le XVIe siècle, époque où ils étaient protestants.

## Administration

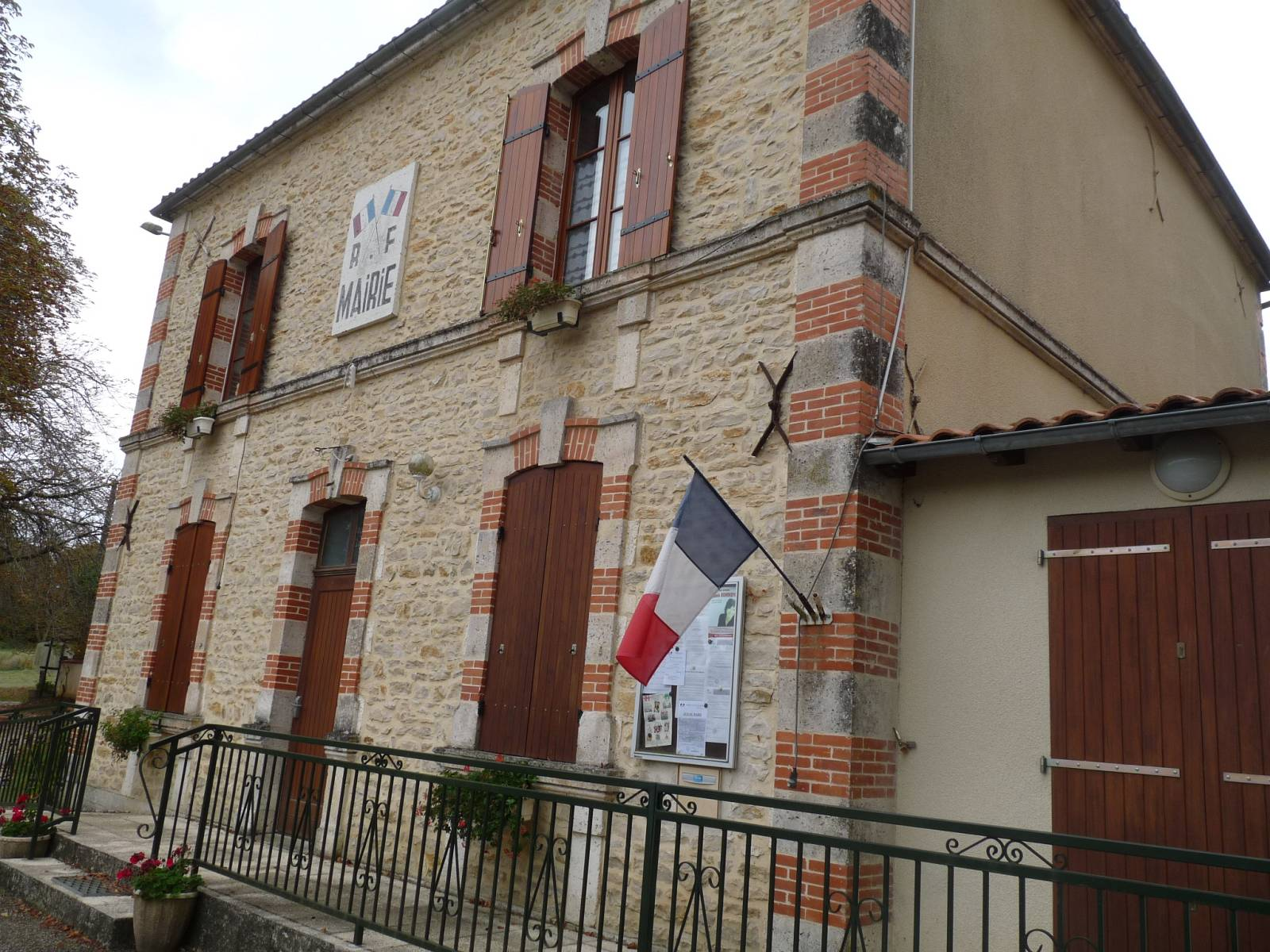
La mairie.

| Période                                  | Période  | Identité       | Étiquette | Qualité             |
| ---------------------------------------- | -------- | -------------- | --------- | ------------------- |
| Les données manquantes sont à compléter. |          |                |           |                     |
| depuis 2001                              | En cours | Roland Barrier | SE        | Exploitant agricole |

## Démographie

### Évolution démographique
L'évolution du nombre d'habitants est connue à travers les recensements de la population effectués dans la commune depuis 1793. Pour les communes de moins de 10 000 habitants, une enquête de recensement portant sur toute la population est réalisée tous les cinq ans, les populations de référence des années intermédiaires étant quant à elles estimées par interpolation ou extrapolation. Pour la commune, le premier recensement exhaustif entrant dans le cadre du nouveau dispositif a été réalisé en 2005.

En 2022, la commune comptait 108 habitants, en évolution de +1,89 % par rapport à 2016 (Charente : −0,48 %, France hors Mayotte : +2,11 %).
| 1793 | 1800 | 1806 | 1821 | 1831 | 1841 | 1846 | 1851 | 1856 |
| ---- | ---- | ---- | ---- | ---- | ---- | ---- | ---- | ---- |
| 372  | 415  | 347  | 299  | 421  | 365  | 404  | 421  | 391  |

| 1861 | 1866 | 1872 | 1876 | 1881 | 1886 | 1891 | 1896 | 1901 |
| ---- | ---- | ---- | ---- | ---- | ---- | ---- | ---- | ---- |
| 445  | 379  | 294  | 322  | 329  | 345  | 369  | 325  | 295  |

| 1906 | 1911 | 1921 | 1926 | 1931 | 1936 | 1946 | 1954 | 1962 |
| ---- | ---- | ---- | ---- | ---- | ---- | ---- | ---- | ---- |
| 309  | 278  | 249  | 224  | 212  | 220  | 194  | 186  | 181  |

| 1968 | 1975 | 1982 | 1990 | 1999 | 2005 | 2006 | 2010 | 2015 |
| ---- | ---- | ---- | ---- | ---- | ---- | ---- | ---- | ---- |
| 136  | 132  | 111  | 85   | 98   | 98   | 100  | 116  | 107  |

| 2020 | 2022 | - | - | - | - | - | - | - |
| ---- | ---- | - | - | - | - | - | - | - |
| 111  | 108  | - | - | - | - | - | - | - |

### Pyramide des âges
La population de la commune est relativement âgée.
En 2018, le taux de personnes d'un âge inférieur à 30 ans s'élève à 23,4 %, soit en dessous de la moyenne départementale (30,2 %). À l'inverse, le taux de personnes d'âge supérieur à 60 ans est de 42,3 % la même année, alors qu'il est de 32,3 % au niveau départemental.
En 2018, la commune comptait 50 hommes pour 57 femmes, soit un taux de 53,27 % de femmes, légèrement supérieur au taux départemental (51,59 %).
Les pyramides des âges de la commune et du département s'établissent comme suit.
| Hommes | Classe d’âge | Femmes |
| ------ | ------------ | ------ |
| 0,0    | 90 ou +      | 3,4    |
| 9,6    | 75-89 ans    | 13,6   |
| 28,8   | 60-74 ans    | 28,8   |
| 26,9   | 45-59 ans    | 20,3   |
| 11,5   | 30-44 ans    | 10,2   |
| 13,5   | 15-29 ans    | 13,6   |
| 9,6    | 0-14 ans     | 10,2   |

| Hommes | Classe d’âge | Femmes |
| ------ | ------------ | ------ |
| 1      | 90 ou +      | 2,7    |
| 9,2    | 75-89 ans    | 12     |
| 20,6   | 60-74 ans    | 21,3   |
| 20,7   | 45-59 ans    | 20,3   |
| 16,8   | 30-44 ans    | 16     |
| 15,6   | 15-29 ans    | 13,4   |
| 16,1   | 0-14 ans     | 14,3   |

## Économie
Deux fours à chaux du XIXe siècle sont le signe de cette activité.

## Équipements, services et vie locale

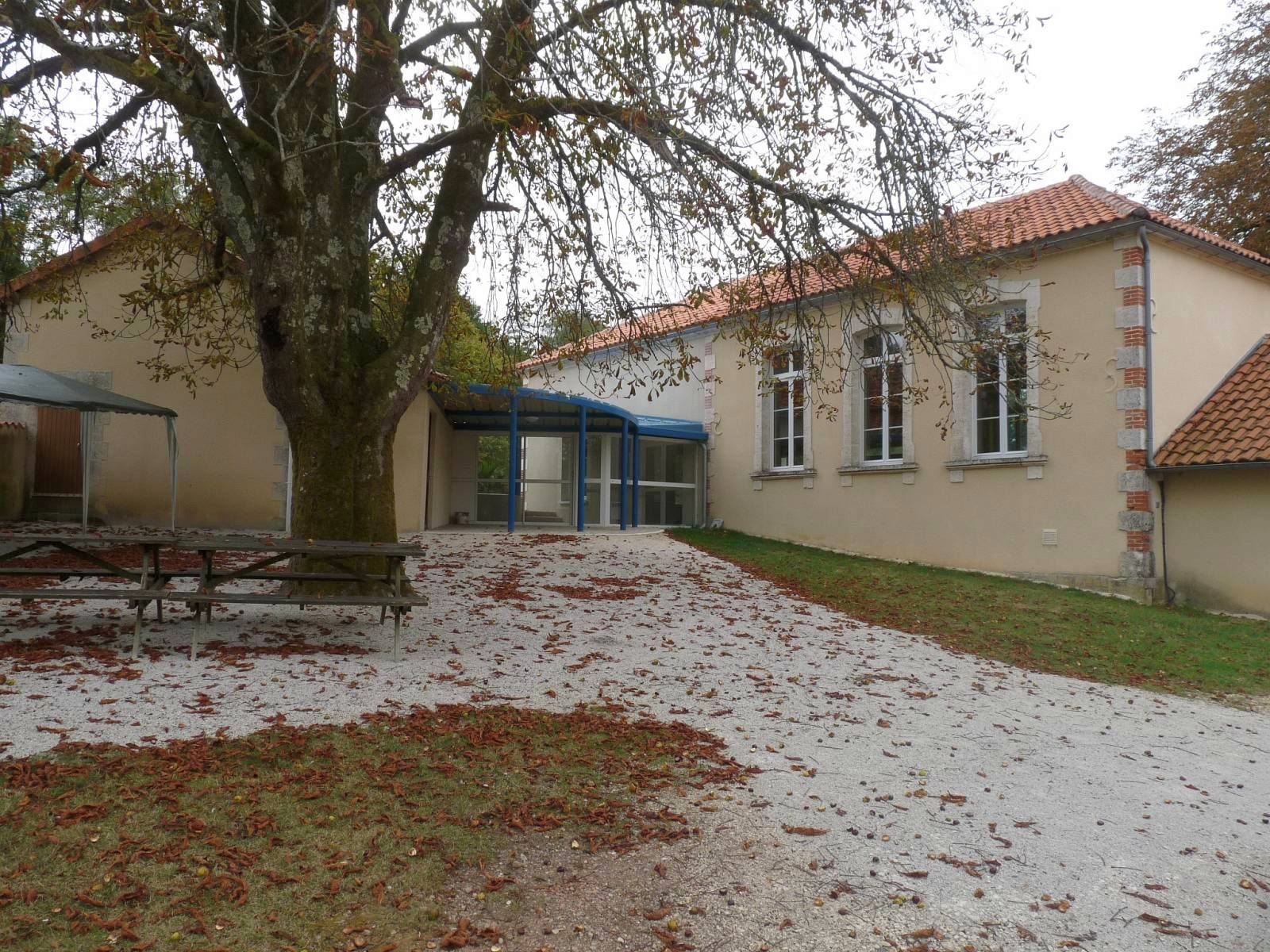
La salle des fêtes, près de la mairie.

## Lieux et monuments

### Patrimoine religieux

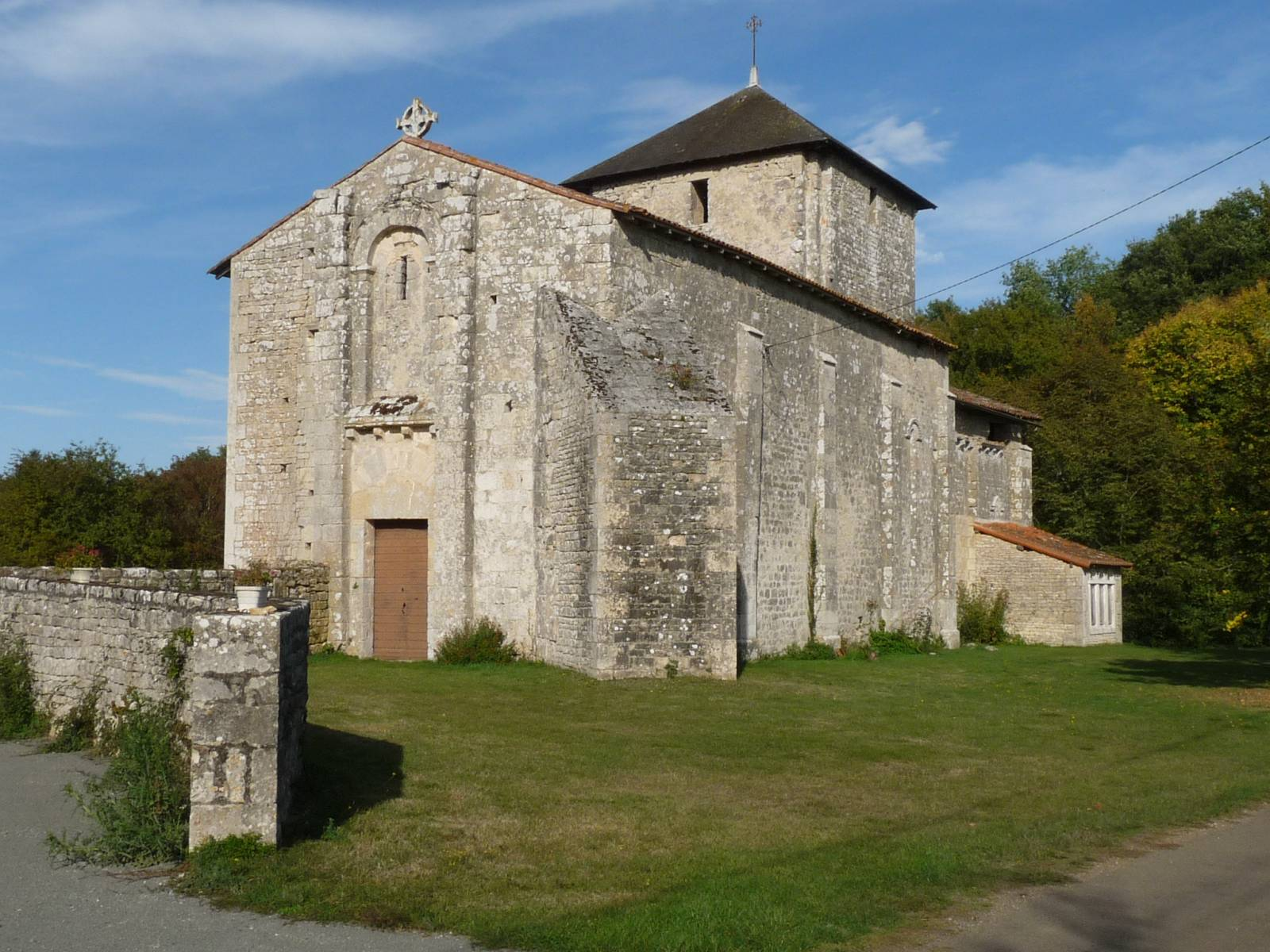
L'église Notre-Dame.

L'église paroissiale Notre-Dame, ancien prieuré, dépendait de l'abbaye bénédictine de Nanteuil-en-Vallée et a été construite au XIIe siècle. Son chevet a été refait au XVe siècle. Elle contient une statue d'une Vierge à l'enfant sculptée du XIVe siècle d'une grande qualité, mais dont il manque les têtes, inscrite monument historique au titre objet depuis 2002.

### Patrimoine civil
Des fermes et des maisons construites du XVe au XVIIIe siècle, deux manoirs (appelés logis dans la région) et un lavoir forment le patrimoine de Vieux-Ruffec.